# Phaeogenes glaucus
Phaeogenes glaucus är en stekelart som beskrevs av Carl Gustav Alexander Brischke 1862. Phaeogenes glaucus ingår i släktet Phaeogenes och familjen brokparasitsteklar. Inga underarter finns listade i Catalogue of Life.